# Delirium (Cirque du Soleil)
Delirium foi um evento musical e artístico do Cirque du Soleil. Diferentemente dos outros espetáculos, era um show com músicas remixadas dos próprios espetáculos do Cirque du Soleil. A última apresentação ocorreu dia 20 de abril de 2008 em Londres, Inglaterra.

## Trilha Sonora
- 1-Cold Flame (inspirado por "Oscillum" de Varekai)
- 2-Slipping Away (inspirado por "Ombra" de Dralion)
- 3-Someone (inspirado por "Patzivota" de Varekai)
- 4-Too High (inspirado por "Spiritual Spiral" de Dralion)
- 5-Walk on Water (inspirado por "A Tale" de La Nouba)
- 6-Alone (inspirado por "Querer" de Alegría)
- 7-Climb (inspiradp por "Le Rêveur" de Varekai)
- 8-La Nova Alegría (inspirado por "Alegría" de Alegría)
- 9-Lifeline (inspirado por "El Péndulo" de Varekai)
- 10-Bridge of Sorrow (inspirado por "Nostalgie" de O)
- 11-One Love (inspirado por "Pokinoï" de Saltimbanco)
- 12-Let Me Fall (de Quidam)
- 13-Time to Go (inspirado por "Mountain of Clothes" de Alegría: o filme)
- 14-Time Flies (inspirado por "Mer Noire" de O)
- 15-Sans Toi (inspirado por "Querer" de Alegría)

Os principais vocalistas no CD são Dessy Di Lauro, Elie Haroun, Jacynthe Millette-Bilodeau e Juliana Sheffield.